# Shin (Familienname)
Shin ist ein koreanischer Familienname.

## Namensträger
- Shin A-lam (* 1986), südkoreanische Fechterin
- Agrippina Shin (* 1958), usbekische Politikerin
- Shin Baek-cheol (* 1989), südkoreanischer Badmintonspieler
- Shin Bong-shik (* 1992), südkoreanischer Snowboarder
- Shin Boo-young (* 1944), südkoreanischer Taekwondoin
- Shin Bora (* 1987), südkoreanische Komikerin
- Shin Byung-kook (* 1978), südkoreanischer Biathlet
- Shin Chae-ho (1880–1936), koreanischer Historiker, Unabhängigkeitsaktivist und Anarchist
- Shin Da-hae (* 1988), südkoreanische Snowboarderin
- Shin Dam-yeong (* 1993), südkoreanische Fußballspielerin
- Shin Dong-hyuk (* 1982), südkoreanischer Menschenrechtsaktivist und Flüchtling aus Nordkorea
- Shin Dong-hyun (* 1990), südkoreanischer Radrennfahrer
- Shin Dong-min (* 2005), südkoreanischer Shorttracker
- Shin Doo-sun (* 1976), südkoreanischer Skilangläufer
- Shin Eun-kyung (* 1973), südkoreanische Schauspielerin
- Shin Eun-soo (* 2002), südkoreanische Schauspielerin
- Shin Ha-kyun (* 1974), südkoreanischer Schauspieler
- Shin Ha-young (* 1993), südkoreanische Schauspielerin und Model
- Shin Hi-sup (* 1964), südkoreanischer Boxer
- Shin Hong-gi (* 1968), südkoreanischer Fußballspieler und -trainer
- Shin Hye-jin (* 1995), südkoreanische Sängerin und Influencerin
- Shin Hye-sun (* 1989), südkoreanische Schauspielerin
- Shin Hyeon-hwak (1920–2007), südkoreanischer Politiker, Premierminister und Manager bei Samsung
- Shin Hyun-been (* 1986), südkoreanische Schauspielerin
- Shin Hyung-jun (* 1990), südkoreanischer Eishockeyspieler
- Shin Hyung-min (* 1986), südkoreanischer Fußballspieler
- Shin Ik-hee (1892–1956), koreanischer Politiker
- Shin Il-su (* 1994), südkoreanischer Fußballspieler
- Shin Ja-young (* 1971), südkoreanische Badmintonspielerin
- Jae-chul Shin (1936–2012), US-amerikanischer Großmeister des Tang Soo Do
- Shin Jea-hwan (* 1998), südkoreanischer Turner
- Shin Ji-ho (* 2002), südkoreanische Tennisspielerin
- Shin Jin-seo (* 2000), südkoreanischer Go-Spieler
- Shin Jong-hun (* 1989), südkoreanischer Boxer
- Shin Joon-sup (* 1963), südkoreanischer Boxer
- Shin Kim-dan (* 1938), nordkoreanische Leichtathletin
- Kōhei Shin (* 1995), japanischer Fußballspieler
- Shin Kyong-nim (1936–2024), südkoreanischer Lyriker
- Shin Kyuk-ho (1921–2020), japanisch-südkoreanischer Manager
- Shin Man-Taek (* 1959), südkoreanischer Diplomat und Soldat
- Shin Min-kyu (* 2000), südkoreanischer Leichtathlet
- Shin Mina (* 1984), südkoreanische Schauspielerin
- Nelson Shin (* 1939), südkoreanischer Animator
- Peter Shin, US-amerikanischer Regisseur und Produzent
- Shin Sae-bom (* 1992), südkoreanische Shorttrackerin
- Shin Saimdang (1504–1551), koreanische Malerin, Dichterin und Philosophin der Joseon-Dynastie
- Shin Sang-hoon (* 1993), südkoreanischer Eishockeyspieler
- Shin Sang-min (* 1986), südkoreanischer Leichtathlet
- Shin Sang-ok (1926–2006), südkoreanischer Filmproduzent und -regisseur
- Shin Sang-woo (* 1987), südkoreanischer Eishockeyspieler
- Shin Se-kyung (* 1990), südkoreanische Schauspielerin
- Shin Seong-il (1937–2018), südkoreanischer Schauspieler
- Shin Seung-chan (* 1994), südkoreanische Badmintonspielerin
- Shin So-jung (* 1990), südkoreanische Eishockeytorhüterin
- Shin So-mang (* 1993), südkoreanische Mittelstreckenläuferin
- Shin Suk-ja (1942–2008), südkoreanische politische Gefangene in Nordkorea
- Shin Suk-ju (1417–1475), koreanischer Politiker, Maler und Philosoph
- Sun-Joo Shin, koreanisch-amerikanische Philosophin
- Shin Tae-yong (* 1970), südkoreanischer Fußballspieler und -trainer
- Shin Won-ho (Regisseur) (* 1975), südkoreanischer Fernsehregisseur und -produzent
- Shin Won-ho (Sänger) (* 1991), südkoreanischer Sänger und Schauspieler
- Shin Won-ho (Fußballspieler) (* 2001), südkoreanischer Fußballspieler
- Shin Ye-eun (* 1998), südkoreanische Schauspielerin
- Shin Yong-mok (* 1974), südkoreanischer Schriftsteller
- Shin Young-ok (* 1961), südkoreanische Klassiksängerin
- Shin Young-rok (* 1987), südkoreanischer Fußballspieler
- Shin Yu-bin (* 2004), südkoreanische Tischtennisspielerin
- Shin Yu-jin (* 2002), südkoreanische Diskuswerferin
- Shin Yung-kyoo (1942–1996), nordkoreanischer Fußballspieler
- Yūtarō Shin (* 1990), japanischer Fußballspieler